# Popillia maclellandi
Popillia maclellandi är en skalbaggsart som beskrevs av Hope 1843. Popillia maclellandi ingår i släktet Popillia och familjen Rutelidae. Inga underarter finns listade i Catalogue of Life.